# Eurville-Bienville
Eurville-Bienville är en kommun i departementet Haute-Marne i regionen Grand Est (tidigare regionen Champagne-Ardenne) i nordöstra Frankrike. Kommunen ligger i kantonen Chevillon som tillhör arrondissementet Saint-Dizier. År 2022 hade Eurville-Bienville 2 001 invånare.

## Befolkningsutveckling
Antalet invånare i kommunen Eurville-Bienville
| Referens: INSEE |